# 在エルビル領事事務所
在エルビル領事事務所（クルド語: نووسینگەى کونسوڵگەرى لە هەولێر、アラビア語: مكتب اليابان القنصلي في أربيل、英語: Consular Office of Japan in Erbil）は、イラクのクルド人自治区の首都エルビル（アルビール／アルビル）に設置されている日本の領事事務所である。2021年4月より、荒川幹弘が所長を務めている。
2020年1月9日から2月5日にかけては、イラクにおいて唯一活動している日本の在外公館であった。

## 沿革
- 2004年6月28日、イラク暫定政権が発足したことを受けて、日本が同政府をイラクを統治する正統な政権として承認[4]
- 2017年1月1日、在エルビル領事事務所が開設される[5]
- 2017年1月、初代領事事務所長の森安克美が現地に着任する[6]
- 2019年12月31日、親イラン派デモ隊がバグダード（バグダッド）にある在イラクアメリカ合衆国大使館を襲撃、これを受けて同日、アメリカ政府は中東への米兵750人の増派を発表[7]
- 2020年1月3日、ドナルド・トランプ米大統領の命令により、バグダード国際空港に滞在していたイラン革命防衛隊の精鋭部隊ゴドス軍のガーセム・ソレイマーニー司令官が殺害される[8]
- 2020年1月4日、在イラク日本国大使館が同大使館における査証発給業務を原則として停止することを宣言、ただし、在エルビル領事事務所における査証発給業務は差し当たって継続[9]
- 2020年1月8日、ソレイマーニー司令官殺害の報復としてイランがアメリカ軍の駐留するイラク軍基地に向けて弾道ミサイルを発射し、国営イラン放送がミサイル発射の様子を撮影した動画を公開[10]
- 2020年1月8日、在イラク邦人のバグダード退避が完了したことなどを受けて在イラク日本国大使館が閉鎖を宣言、ただし、在エルビル領事事務所を拠点とする邦人保護業務などは継続[11]
- 2020年2月6日、閉鎖されていた在イラク日本国大使館が4週間ぶりに再開[3]

## 所在地
Erbil Rotana Hotel 8F, Gulan Street, Erbil